# Patryk Łoziak
Patryk Łoziak (ur. 3 listopada 1998) – polski judoka.
Zawodnik GKS Czarni Bytom (od 2011). Srebrny medalista zawodów pucharu Europy juniorów (Sarajewo 2018). Trzykrotny brązowy medalista mistrzostw Polski seniorów w kategorii do 60 kg (2017, 2018, 2019). Ponadto m.in. trzykrotny mistrz Polski juniorów (2016, 2017, 2018).